# Абга-Ци
Хошун Абга-Ци (кит. упр. 阿巴嘎旗, пиньинь Ābāgā qí, монг. Авга хошуу) — хошун аймака Шилин-Гол автономного района Внутренняя Монголия (КНР). Название хошуна означает «Хошун абганаров».

## История
Во времена империи Мин в этих местах находились кочевья потомка в 17-м колене Бельгутея — старшего брата Чингисхана, поэтому местные монголы носили название «абганар» (в переводе с монгольского «абга» означает «дядя по отцу»). Когда в первой половине XVII века монголы покорились маньчжурам, то последние ввели среди монголов свою восьмизнамённую систему, и абганары были разделены на два «знамени» (по-монгольски — хошуна): Абганар-Цзоици («Хошун абганаров левого крыла») и Абганар-Юици («Хошун абганаров правого крыла»), командовали «крыльями» князья в ранге «бэйлэ». Помимо абганаров, здесь также проживали племена абга и хоцит.
При Китайской республике система управления монголами не менялась, однако после установления власти коммунистов начались изменения административного деления. Весной 1949 года хошуны Абганар-Цзоици (阿巴哈纳尔左翼旗), Абга-Цзоици (阿巴嘎左翼旗) и Хоцит-Юици (浩齐特右翼旗) были объединены в Чжунбу-Ляньхэци (中部联合旗, «Объединённый хошун центральных племён»), а Абганар-Юици (阿巴哈纳尔右翼旗) попал в Сибу-Ляньхэци (西部联合旗, «Объединённый хошун западных племён»). 26 мая 1952 года Чжунбу-Ляньхэци и Сибу-Ляньхэци были объединены в хошун Сибу-Ляньхэци.
3 июля 1956 года решением Госсовета КНР хошун Сибу-Ляньхэци был переименован в Абга-Ци , а 21 августа того же года из его состава был выведен Шилин-Хото, перешедший в непосредственное подчинение правительству аймака.

## Административное деление
Хошун Абга-Ци делится на 3 посёлка и 4 сомона.